# ファンワークス
株式会社ファンワークス（英: Fanworks Inc.）は、映像制作やコンテンツプロデュースを手掛ける日本のクリエイティブエージェンシー。

## 概要・沿革
2005年8月、I&S BBDO、オフィスクレッシェンド、日本アニメーションを経てジェイ・アニメ・ドットコムの創業に参加し同社の取締役を務めた高山晃が、インディーズアニメのビジネス支援を目的に設立。
｢FootworkでArtworkを集め、Networkで配信する｣という事業の内容と｢FAN(扇風機)で業界に新しい風を起こす｣という思いから社名をFAN WORKSとする。アニメ、映像、キャラクターのプロデュース、クリエイターのマネジメント、ウェブコミュニケーション手法の提案など、コンテンツビジネスを総合的に提案する。最近ではTV番組のオープニング制作やCM制作など、TV関係の仕事も手掛ける。初プロデュース作品｢やわらか戦車｣は各種ブログや口コミ、各メディアで紹介され一日最大70万アクセスを記録する大ヒット作品となる。その後、「東京オンリーピック」「杉並区・なみすけ」「モフ☆モフ」など、数々のプロジェクトをプロデュース。
2008年5月より、高山が東京大学大学院情報学環特任研究員として、大学との産学連携によるキャラビズ研究プロジェクトの立ち上げに参加。
2009年から2010年にかけては、大ヒット絵本「くまのがっこう」の映画制作（2010年12月東宝系公開）、観光をテーマにしたキャラ＆アニメのプロデュース、大手モバイル系メーカーのTVCM制作など、多岐にわたるプロジェクトが進行中。

## 受賞歴
「やわらか戦車」にて、文化庁メディア芸術100選エンタテインメント部門1位、2007年総務省AMD AWARD　Best Visual Designer賞 、2006年WEB OF THE YEAR話題賞2位（1位YouTube、3位Mixi）。
「東京オンリーピック」にて、2008年『第23回デジタルコンテンツグランプリ』審査員特別賞受賞。
「富山観光アニメプロジェクト」にて、2009年『第24回デジタルコンテンツグランプリ』錦賞（地方発の最優秀コンテンツに贈られる賞）受賞。
「モバゲータウン 怪盗ロワイヤル 続・シチュエーション篇」にて、2010年『売上に貢献したCM－Brand展開10選』受賞。
「アリキリ」にて、2018年『ACC 58th ACC TOKYO CREATIVITY AWARDS』 総務大臣賞、ACCグランプリ受賞。

## 主な作品

### テレビシリーズ
| 開始年 | 放送期間         | タイトル                                           | 放送局                             | 備考                                                         |
| ------ | ---------------- | -------------------------------------------------- | ---------------------------------- | ------------------------------------------------------------ |
| 2008年 | 4月 - 9月        | グレートハント                                     | スペースシャワーTV                 |                                                              |
| 2010年 | 2月 - 2011年9月  | ちーすい丸                                         | 日本テレビ                         |                                                              |
| 2010年 | 2月 - 3月        | クチコミ戦隊つぶやくんジャー                       | 日本テレビ                         |                                                              |
| 2012年 | 4月 - 9月        | ガッ活!                                            | NHK Eテレ・NHK総合・NHKワンセグ2   |                                                              |
| 2013年 | 1月 - 2月        | がんばれ!ルルロロTINY★TWIN★BEARS                   | NHK Eテレ                          |                                                              |
| 2013年 | 4月 - 9月        | ガッ活!（第2シリーズ）                             | NHKワンセグ2・NHK Eテレ            |                                                              |
| 2013年 | 6月              | ドンマイしげるさん                                 | NHKワンセグ2・NHK Eテレ            |                                                              |
| 2013年 | 9月              | SIKA                                               | キッズステーション・YouTube        |                                                              |
| 2014年 | 4月 - 2015年2月  | 超爆裂異次元メンコバトル ギガントシューター つかさ | NHK Eテレ                          |                                                              |
| 2014年 | 8月              | 目玉焼きの黄身 いつつぶす?                         | NHK Eテレ                          |                                                              |
| 2014年 | 9月 - 2015年3月  | がんばれ!ルルロロTINY★TWIN★BEARS（第2期）          | NHK Eテレ                          |                                                              |
| 2015年 | 2月 - 3月        | Hebring 昇龍道アドベンチャー                       | NET.TV・中京テレビ                 | 共同制作：Main studios                                       |
| 2015年 | 4月 - 10月       | 英国一家、日本を食べる                             | NHK総合                            |                                                              |
| 2016年 | 1月 - 3月        | がんばれ!ルルロロTINY★TWIN★BEARS（第3期）          | NHK Eテレ                          |                                                              |
| 2016年 | 4月 - 2018年3月  | アグレッシブ烈子                                   | TBS                                |                                                              |
| 2016年 | 6月              | ほのぼのログ                                       | NHK総合                            |                                                              |
| 2016年 | 8月・10月        | LIFE!～人生に捧げるコント～                        | NHK総合                            |                                                              |
| 2016年 | 10月 - 12月      | はがねオーケストラ                                 | TOKYO MX                           |                                                              |
| 2017年 | 4月 - 6月        | アキンド星のリトル・ペソ                           | TOKYO MX                           |                                                              |
| 2017年 | 4月 - 6月        | 兄に付ける薬はない!-快把我哥帯走-                  | TOKYO MX                           | 共同制作：イマジニア                                         |
| 2017年 | 5月 - 2018年3月  | Caribadix                                          | テレビ東京系                       |                                                              |
| 2017年 | 10月 - 12月      | ディアホライゾン（被）                             | TOKYO MX                           |                                                              |
| 2018年 | 4月 - 2019年1月  | Caribadix（2ndシーズン）                           | テレビ東京系                       |                                                              |
| 2018年 | 7月 - 12月       | 兄に付ける薬はない!2-快把我哥帯走2-                | TOKYO MX                           | 共同制作：イマジニア                                         |
| 2019年 | 2月              | 家族になろうよ 犬と猫と私たちの未来                | NHK BSプレミアム                   |                                                              |
| 2019年 | 10月 - 12月      | 兄に付ける薬はない!3-快把我哥帯走3-                | TOKYO MX                           | 共同制作：イマジニア、Planet Cartoon                         |
| 2020年 | 7月 - 2021年3月  | おばけずかん                                       | テレビ東京系列                     |                                                              |
| 2020年 | 10月 - 12月      | 兄に付ける薬はない!4-快把我哥帯走4                 | TOKYO MX                           | 共同制作：イマジニア、Planet Cartoon                         |
| 2021年 | 1月 - 3月        | エビシー修業日記                                   | 朝日放送テレビ                     |                                                              |
| 2021年 | 4月 - 2022年3月  | 宇宙なんちゃら こてつくん                          | NHK Eテレ                          |                                                              |
| 2021年 | 4月 - 9月        | ダイナ荘びより                                     | TOKYO MX・BS11                     |                                                              |
| 2021年 | 7月 - 9月        | 俺、つしま                                         | 毎日放送・TBS系列                  | 共同制作：スペースネコカンパニー                             |
| 2021年 | 10月 - 2022年3月 | チキップダンサーズ                                 | NHK Eテレ                          |                                                              |
| 2022年 | 4月- 2023年2月   | 宇宙なんちゃら こてつくん（第2シリーズ）           | NHK Eテレ                          |                                                              |
| 2022年 | 9月 - 2023年3月  | チキップダンサーズ（第2期）                        | NHK Eテレ                          |                                                              |
| 2022年 | 10月 - 2023年3月 | おばけずかん!                                      | テレビ東京系列                     |                                                              |
| 2022年 | 11月 -           | とむとじぇりー / とむとじぇりーごっこ              | カートゥーン ネットワーク・YouTube | 共同制作：ワーナー ブラザース ジャパン、スタジオななほし     |
| 2023年 | 9月 - 2024年3月  | チキップダンサーズ（第3期）                        | NHK Eテレ                          |                                                              |
| 2023年 | 10月 - 12月      | 忍ばない！クリプトニンジャ咲耶                     | TOKYO MX・AT-X                     |                                                              |
| 2023年 | 10月 - 11月      | アニメ すみっコぐらし そらいろのまいにち           | 日本テレビ                         |                                                              |
| 2024年 | 1月 - 3月        | 忍ばない！クリプトニンジャ咲耶（弐ノ巻）           | TOKYO MX・AT-X                     |                                                              |
| 2024年 | 7月 - 12月       | JOCHUM                                             | フジテレビ系列                     | めざましどようび内にて放送                                   |
| 2025年 | 3月              | はーい！ミャクミャクです                           | NHK総合                            |                                                              |
| 2025年 | 4月 -            | えぶりでいホスト                                   | テレ東系列・BS日テレ               |                                                              |
| 2025年 | 4月 -            | アニメ すみっコぐらし ここがおちつくんです         | 日本テレビ                         | ZIP!内にて放送                                               |
| 2025年 | 7月 -            | 忍ばない！クリプトニンジャ咲耶（参ノ巻）           | TOKYO MX                           |                                                              |
| 2025年 | 秋頃             | うそ探偵トマント                                   | TRAIN TV                           | サンエックスとの共同で手掛ける新キャラクターのショートアニメ |
| 2025年 | 10月 -           | JOCHUM（シーズン2）                                | フジテレビ系列                     | めざましどようび内にて放送                                   |

### 劇場作品
| 公開年 | 公開日   | タイトル                                     |
| ------ | -------- | -------------------------------------------- |
| 2008年 | 8月8日   | 東京オンリーピック                           |
| 2010年 | 12月18日 | くまのがっこう 〜ジャッキーとケイティ〜      |
| 2019年 | 11月8日  | 映画 すみっコぐらし とびだす絵本とひみつのコ |
| 2021年 | 11月5日  | 映画 すみっコぐらし 青い月夜のまほうのコ     |
| 2022年 | 7月8日   | 映画 ざんねんないきもの事典                  |
| 2023年 | 11月3日  | 映画 すみっコぐらし ツギハギ工場のふしぎなコ |
| 2025年 | 10月31日 | 映画 すみっコぐらし 空の王国とふたりのコ     |

### Webアニメ
| 配信年 | タイトル                                            | 備考 |
| ------ | --------------------------------------------------- | --- |
| 2006年 | やわらか戦車                                        | -2011年 |
| 2006年 | 暗黒キャット                                        | -2008年 |
| 2007年 | くわがたツマミ                                      | -2011年 |
| 2007年 | やわらかアトム                                      | |
| 2007年 | モフ☆モフ                                           | |
| 2008年 | ビックリマンキッズ テーマファイターニャンダー       | |
| 2011年 | Wish me mell                                        | |
| 2015年 | ポンタ劇場                                          | -現行 |
| 2015年 | 超爆裂異次元メンコバトル ギガントシューター つかさα | KDDIとのコラボレーションによる制作 |
| 2015年 | 「ぽすくま」のアニメーション                        | -現行 |
| 2017年 | アリキリ                                            | -2018年 サイボウズ創業20周年記念アニメ。『紙兎ロペ』と『野良スコ』の原作者である内山勇士とのコラボレーションによる制作                                                                             |
| 2017年 | ポンタのうた。                                      | |
| 2018年 | Netflixオリジナル「アグレッシブ烈子」               | -2023年 |
| 2019年 | RABBIDS SHORT STORIES『Love At First Bite』         | 共同制作：Ubisoft Motion Pictures、Flying Ship Studio |
| 2019年 | 破裂蛋蛋君（はれつたんたんくん）                    | クオンとADKエモーションズとの3社共同で、中国市場でのメディア、コンテンツビジネスの長年の経験を生かし、中国の短尺動画アプリ向けに制作。2022年には逆輸入という形で日本で吹き替えを行い、日本でも配信 |
| 2020年 | オナラのニンジャ 忍ぷ～あられ                       | タカラトミーと電通が共同で立ち上げたプリスクール向けオリジナルアニメブランド「プリチューブ」第一弾として制作                                                                                       |
| 2022年 | 兄に付ける薬はない!5-快把我哥帯走5-                 | 共同制作：イマジニア、Planet Cartoon、フィーバークリエイションズ |
| 2024年 | 講談社 アニエホン                                   | -現行 |
| 2025年 | モンポケ ショートアニメ                             | |

### テレビCM
| 放送年 | タイトル                                 | 備考  |
| ------ | ---------------------------------------- | ----- |
| 2008年 | ユニバーサルミュージック「ナツウタ」     |       |
| 2009年 | DeNA「モバゲータウン」                   | -現行 |
| 2010年 | アクリフーズ「くまちゃん占い」           |       |
| 2016年 | 楽天競馬「ツイてる篇」、「買えちゃう篇」 |       |

### Webサイト
| 年     | タイトル                                  | 備考    |
| ------ | ----------------------------------------- | ------- |
| 2009年 | ハドソン・デコデコタウン                  | -2010年 |
| 2010年 | くまのがっこう2010                        | -現行   |
| 2011年 | ちょびリッチ・はっぴーすまいる Collection |         |

### 地域プロジェクト
| 年     | タイトル                          | 備考    |
| ------ | --------------------------------- | ------- |
| 2007年 | 大阪府「FROM OSAKA WITH CHEER!」  |         |
| 2007年 | 杉並区・なみすけ                  | -2010年 |
| 2009年 | 富山観光アニメプロジェクト        |         |
| 2009年 | ニセコ「チェルシーちゃん」        |         |
| 2009年 | 縄文絵本アニメプロジェクト        | -2010年 |
| 2010年 | 青森 「クックル～ひかりのみち～」 |         |
| 2010年 | 山形県鶴岡「kibiso」              |         |
| 2013年 | 大阪医科薬科大学・高山ニャ近      |         |
| 2017年 | 梅乃宿酒造「YUZU7」               |         |

### PV
| 年     | タイトル                                                        | 備考 |
| ------ | --------------------------------------------------------------- | --- |
| 2007年 | リナ･パーク『祈り～You Raise Me Up』                            | アニメーションパート制作 |
| 2010年 | 怒髪天『Merry X’mas Mr.Lonelyman』                              | ミュージックビデオ、TVスポット制作 |
| 2011年 | 倉木麻衣『Stay the same』                                       | Wish me mellとのコラボ応援ソングのオリジナルPV制作                                                                                           |
| 2018年 | Caribadix『恋愛レボリューション21』                             | モーニング娘。による同曲のカバー楽曲のミュージックビデオ制作                                                                                 |
| 2019年 | 宇宙生物ジロー                                                  | ローソンエンタテインメントがプロデュースする同作のPV制作                                                                                     |
| 2021年 | 倉木麻衣『ひとりじゃない』                                      | Wish me mellとのコラボ応援ソング第二弾となるオリジナルPV制作                                                                                 |
| 2023年 | Perfume『すみっコディスコ』                                     | 『映画 すみっコぐらし ツギハギ工場のふしぎなコ』の主題歌によるミュージックビデオ制作                                                         |
| 2024年 | JOCHUM『寝て起きて食べて寝て 寝て起きて食べたり寝たり』フルver. | 同作の主題歌のフルver.によるミュージックビデオ制作                                                                                           |
| 2025年 | 眉村ちあき『KARAAGE WARS』                                      | 「チキップダンサーズ」の新テーマ『からあげLOVE』の発売を記念し、眉村ちあきが歌う同曲の歌に合わせたチキップダンサーズのミュージックビデオ制作 |

### その他
| 年     | タイトル                                                              | 備考                                                                                        |
| ------ | --------------------------------------------------------------------- | ------------------------------------------------------------------------------------------- |
| 2009年 | くまのがっこうのちいさなおはなし                                      | 短編アニメ集                                                                                |
| 2015年 | くまのがっこうチャリティミュージカル「ジャッキー！」                  | アニメーション映像制作                                                                      |
| 2016年 | あんずちゃん                                                          | アヌシー国際アニメーション映画祭併設のMIFAにて発表したパイロットアニメ作品                  |
| 2017年 | 世界制服 セカイセイフク                                               | OPアニメーション制作                                                                        |
| 2017年 | 「西武鉄道×LAIMO＆爽爽猫キャンペーン」 オリジナルアニメーション       | 同キャンペーンの一環となるオリジナルアニメーション                                          |
| 2018年 | ガッチャ！                                                            | NHKで放送された「BSプレミアム見どころ 夏！」、「BS見どころ 年末年始！」内のアニメパート制作 |
| 2020年 | スマートフォン向けWebブラウザーゲーム「Ponta Friends_Secret of HESO」 | ストーリームービー制作                                                                      |